# Universität Nagano

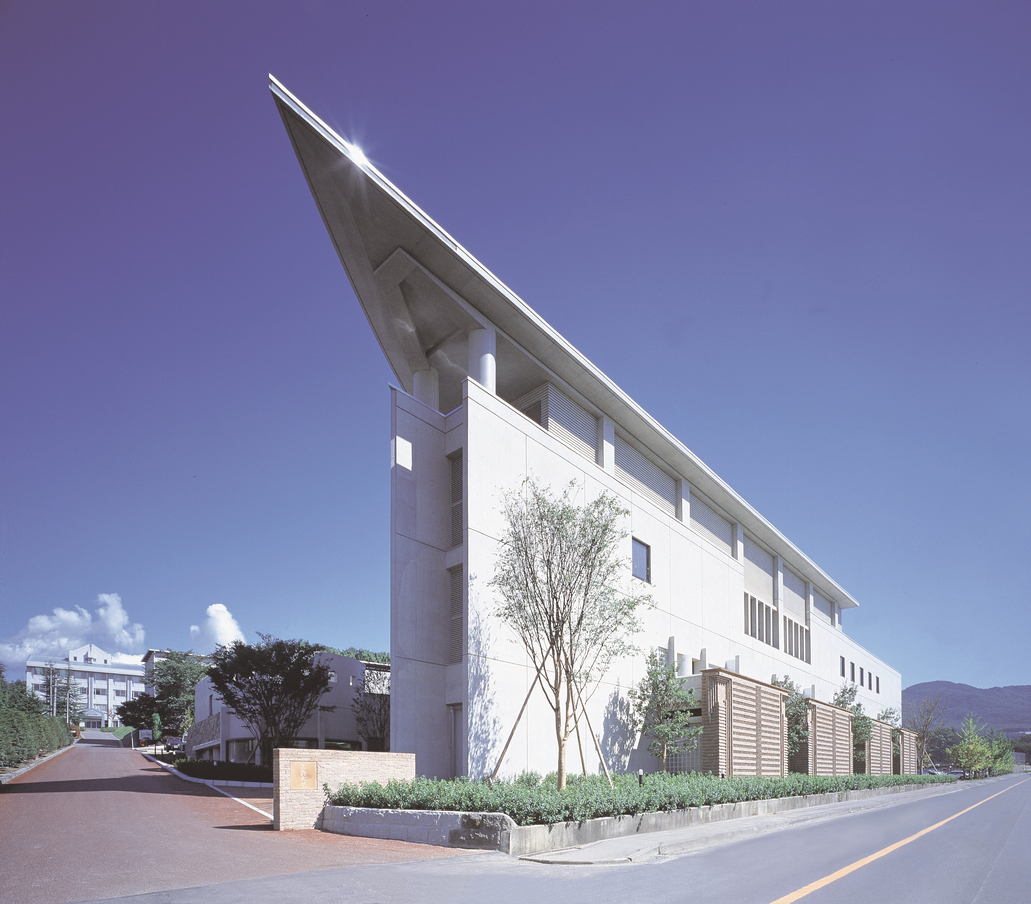
Bibliothek (2008)

Die Universität Nagano (japanisch 長野大学 Nagano daigaku; engl. Nagano University; kurz Nagadai (長大)) ist eine städtische Universität in Ueda (nicht in der Stadt Nagano) in der Präfektur Nagano (Japan).
Bis den März 2017 war sie eine private Universität. Im April des Jahres übernahm die von der Stadtverwaltung Ueda finanzierten Körperschaft die Universität.
Gegründet wurde die Universität 1966 als Honshū-Universität (本州大学 Honshū daigaku). Der Gründer war die von der Stadtverwaltung Shioda (heute ein Teil der Stadt Ueda) eingerichtete Bildungskörperschaft. 1974 wurde die Universität in Universität Nagano umbenannt. Im Jahr 2021, nach der Umwandlung 2017 in die öffentliche Universität, richtete sie die Graduiertenschule (Masterstudiengänge und Doktorkurs).

## Fakultäten
- Fakultät für Soziale Wohlfahrtswissenschaft
- Fakultät für Umwelt- und Tourismuswissenschaft
- Fakultät für Industrielle Informationswissenschaft (企業情報学部)